# سیارک ۱۷۲۸۱
سیارک ۱۷۲۸۱ (به انگلیسی: 17281 Mattblythe، نامگذاری:2000LV28) هفده هزار و دویست و هشتاد و یکمین سیارک کشف شده‌است که در ۶ ژوئن ۲۰۰۰ کشف شد.
قدر مطلق سیارک برابر ۲۳.۴ است.